# Pipl.in.ua
Pipl.in.ua - українська соціальна мережа зараз знаходиться в розробці. Запрацювала 08 серпня 2025 року, як соціальна мережа для українців в рамках децентралізованих об'єднанних соціальних мереж Федіверс. 
Це означає що акаунт на Pipl дозволяє вам спілкуватися з користувачами з тисяч інших незалежних серверів, таких як Mastodon, Pleroma та інших.
Технології під капотом: Pipl побудований на найсучаснішому стеку. Ми використовуємо графові бази даних для швидкого аналізу зв'язків та надшвидкий бекенд, щоб забезпечити миттєву реакцію інтерфейсу. Основа нашого UI — це система Material Design, розроблена Google, що гарантує якість та зручність на рівні найкращих світових продуктів.

### Мови сайта
Сайт доступний такими мовами:
- Українська
- Англійська
- Російська